# Празник е, Олимпийски игри!
„Салют, олимпиада“ е съветски рисуван анимационен филм създаден през 1979 г. по повод Олимпийските игри в Москва през 1980 г.

## Сюжет
Внимание:  Текстът по-долу разкрива сюжета на произведението (или части от него)!
Олимпийската мечка Миша и група музиканти (котка, мишка, заек, овен, лисица и вълк) свирят и пеят в хор „Това е Олимпиадата!“.
Миша заедно с полярните мечки, пингвините, делфините, кенгурата и маймуните пеят в хор: „Трябва, братя да се занимаваме със спорт“. След това към песента „Олимпиада е, фойерверки“, животните от цял свят идват на Олимпийските игри.